# Symphonies of the Night
«Symphonies of the Night» — п'ятий студійний альбом німецько-норвезького метал-гурту Leaves' Eyes. Реліз відбувся 15 листопада 2013 року.

## Список пісень
Автором тексту та музики є гурт Leaves' Eyes, за виключенням пісні «One Caress», котра написана Мартіном Гором.
| #     | Назва                                             | Тривалість |
| ----- | ------------------------------------------------- | ---------- |
| 1.    | «Hell to the Heavens»                             | 4:32       |
| 2.    | «Fading Earth»                                    | 4:33       |
| 3.    | «Maid of Lorraine»                                | 5:13       |
| 4.    | «Galswintha»                                      | 4:14       |
| 5.    | «Symphony of the Night»                           | 4:58       |
| 6.    | «Saint Cecelia»                                   | 4:12       |
| 7.    | «Hymn to the Lone Sands»                          | 5:22       |
| 8.    | «Angel and the Ghost»                             | 3:36       |
| 9.    | «Éléonore de Provence» ("Eleanor from Provence")  | 6:24       |
| 10.   | «Nightshade»                                      | 3:41       |
| 11.   | «Ophelia»                                         | 4:24       |
| 12.   | «Eileen's Ardency» (бонусний трек)                | 3:04       |
| 13.   | «One Caress» (кавер Depeche Mode) (бонусний трек) | 3:30       |
| 57:43 |                                                   |            |

## Персонал
- Лів Крістін — вокал
- Александр Крул — гроулінг, клавіші, продюсування, інженерія, міксинг, мастеринг
- Торстен Бауер — гітари, бас
- Сандер ван дер Меер — гітари
- Фелікс Борн — ударна установка

### Додаткові учасники
- Кармен Еліз Еспенес — вокал та задній вокал у пісні «Eileen's Ardency»
- Stefan Heilemann — обкладинка альбому
- Liesbeth De Weer "Elvya Dulcimer" — цимбали у пісні «Nightshade»
- Йоріс Найєнхюйс — ударні

## Чарти
| Чарт (2013)                     | Місце |
| ------------------------------- | ----- |
| Belgian Albums Chart (Фландрія) | 172   |
| Belgian Albums Chart (Валлонія) | 124   |
| German Albums Chart             | 49    |
| US Top Heatseekers              | 18    |